# A. J. Foyt
Anthony Joseph Foyt Jr. (Houston, Texas, Estados Unidos; 16 de enero de 1935), más conocido como A. J. Foyt, es un expiloto estadounidense de automovilismo. Está considerado uno de los mejores pilotos estadounidenses de la historia.
Fue ganador de las 500 Millas de Indianápolis en cuatro ocasiones (1961, 1964, 1967 y 1977), el primero en lograr esa marca y empatado con Al Unser, Rick Mears, y recientemente con Hélio Castroneves. A. J. Foyt cuenta con 67 victorias y siete campeonatos en el Campeonato Nacional del USAC (1960, 1961, 1963, 1964, 1967, 1975 y 1979), récord absoluto incluso considerando las restantes máximas categorías estadounidenses de monoplazas (AAA, CART e IndyCar Series).
También fue campeón de la USAC Sprint Car East en 1960, la USAC Silver Crown en 1972 y los USAC Stock Cars en 1968, 1978 y 1979; ganó 20 carreras finales de midgets; siete carreras de 128 disputadas en la NASCAR Cup Series, incluyendo las 500 Millas de Daytona de 1972; y las tres carreras clásicas de resistencia a nivel mundial: las 24 Horas de Le Mans de 1967, las 24 Horas de Daytona de 1983 y 1985, y las 12 Horas de Sebring de 1985.
Es el jefe de la escudería A. J. Foyt Enterprises que ha competido en diversos períodos en la NASCAR Cup Series, y en la IndyCar Series desde su temporada inaugural en 1996.

## Trayectoria

### Años 1950
Su debut en el Campeonato Nacional del USAC fue en 1957, cuando disputó cinco fechas para el equipo de John Wills; fue séptimo en una de ellas y noveno en dos. Los dos años siguientes fue piloto de Al Dean. En 1958 terminó tres carreras entre los cinco primeros y finalizó décimo en el campeonato. También llegó quinto o mejor en tres carreras de 1959 pero resultó quinto en la clasificación general.

### Años 1960
George Bignotti contrató a Foyt para correr en su equipo en 1960. Ganó cuatro carreras y sumó ocho podios en doce fechas, entre ellas las 500 Millas de Indianápolis, lo que resultó en su primer título en la categoría. Defendió su título exitosamente en 1961, también con cuatro triunfos con Indianápolis entre ellos. En 1962, Foyt contabilizó cuatro triunfos nuevamente. Pero un traspaso al equipo de Lindsey Hopkins a mitad de temporada y luego a Ansted-Thompson, un abandono en Indianápolis y una victoria de Rodger Ward en esa carrera le significaron al texano perder el campeonato a manos del californiano.

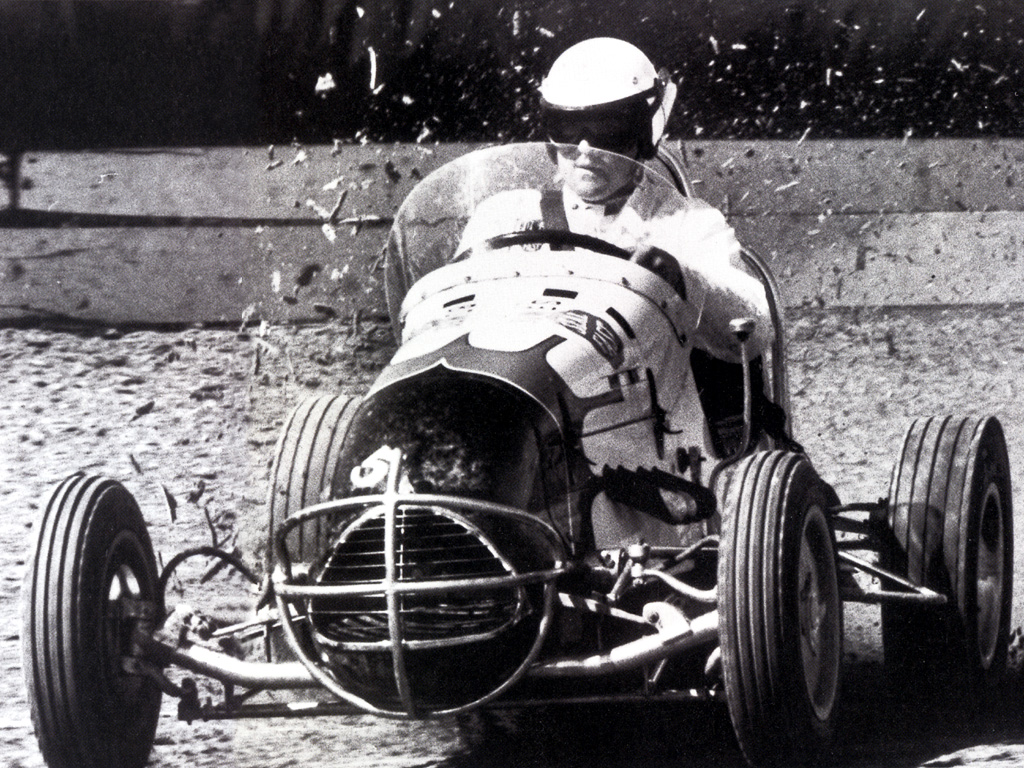
Foyt sobre un midget, año 1961.

Instalado definitivamente en Ansted-Thompson, Foyt ganó cinco de las doce fechas de 1963, fue segundo en tres y tercero en dos, con lo cual logró su tercera conquista con gran comodidad. Su coronación en 1964 fue aún más deslumbrante, ya que venció en diez de trece carreras. Foyt logró 10 pole positions en las 18 fechas de 1965, ganó cinco carreras y fue segundo en otras tres. Sin embargo, una seguidilla de abandonos a principios de temporada le impidió alcanzar a Mario Andretti y lo obligó a tener que conformarse con el subcampeonato. En 1966, Foyt disputó solamente 12 de las 16 carreras del campeonato y arribó a meta en apenas cuatro, lo cual lo dejó fuera de toda chance.
La adopción masiva de circuitos mixtos por parte del USAC en 1967 no afectó el dominio de Foyt, que fue campeón nuevamente. Ganó cinco carreras ovales, entre ellas las 500 Millas de Indianápolis, y fue segundo en tres carreras, entre ellas las dos mangas en el Circuit Mont-Tremblant. Ese fue su último año como piloto de Ansted-Thompson, ya que en 1968 pasó a competir para Jim Gilmore. Se ausentó en 8 carreras de 20 y abandonó en más de la mitad. Así, las cuatro victorias y ocho arribos entre los primeros cinco lo dejaron sexto en el campeonato. La historia fue parecida en 1969: disputó 17 de las 24 carreras, ganó apenas una y fue quinto o mejor en siete, de manera que terminó séptimo en la tabla general.

### Años 1970
Foyt no ganó ninguna carrera en 1970, sus mejores resultados fueron dos terceros puestos y un cuarto. Sumado a faltar a 5 carreras de 18, finalizó noveno en el certamen. Em 1971, se redujo el número de carreras a 12 al eliminarse todas las carreras en óvalos de tierra. Foyt faltó a tres y ganó una sola, pero los buenos resultados en las carreras de mayor puntuación le permitieron salir segundo en el campeonato. En 1972 disputó únicamente cinco carreras y su mejor resultado fue una octava colocación.
En 1973, Foyt adoptó el número 14 que usaría el resto de su carrera como piloto y también su equipo. Ganó dos carreras pero décimo o peor en las demás, con lo cual terminó décimo. En 1974 marcó ocho poles en doce carreras disputadas; ganó dos carreras, fue segundo en otra, tercero en otra y cuarto en dos más, de manera que quedó colocado en la octava posición final. En las 13 carreras de 1975, marcó siete poles y venció en siete de ellas, lo que sumado a un segundo puesto y dos terceros le valieron su sexto campeonato. Foyt volvió a marcar siete poles en 1976 pero únicamente dos victorias, y quedó séptimo al final de la temporada. Con su cuarta victoria en las 500 Millas de Indianápolis y otras dos, Foyt fue cuarto en la temporada 1977.
En 1978 ganó dos carreras del Campeonato Nacional del USAC, una de ellas en Silverstone, y cruzó la meta quinto o mejor en 10 de 18, tras lo cual resultó quinto en el campeonato. En 1979 se mantuvo fiel a la familia Hulman-George, fundadora del USAC y dueña de Indianapolis Motor Speedway, y rehusó pasarse a la serie CART. Ante una parrilla diezmada, ese año ganó cinco carreras de las siete y finalizó segundo en Indianápolis, lo que le significó su séptimo título en la categoría. 

### Años 1980

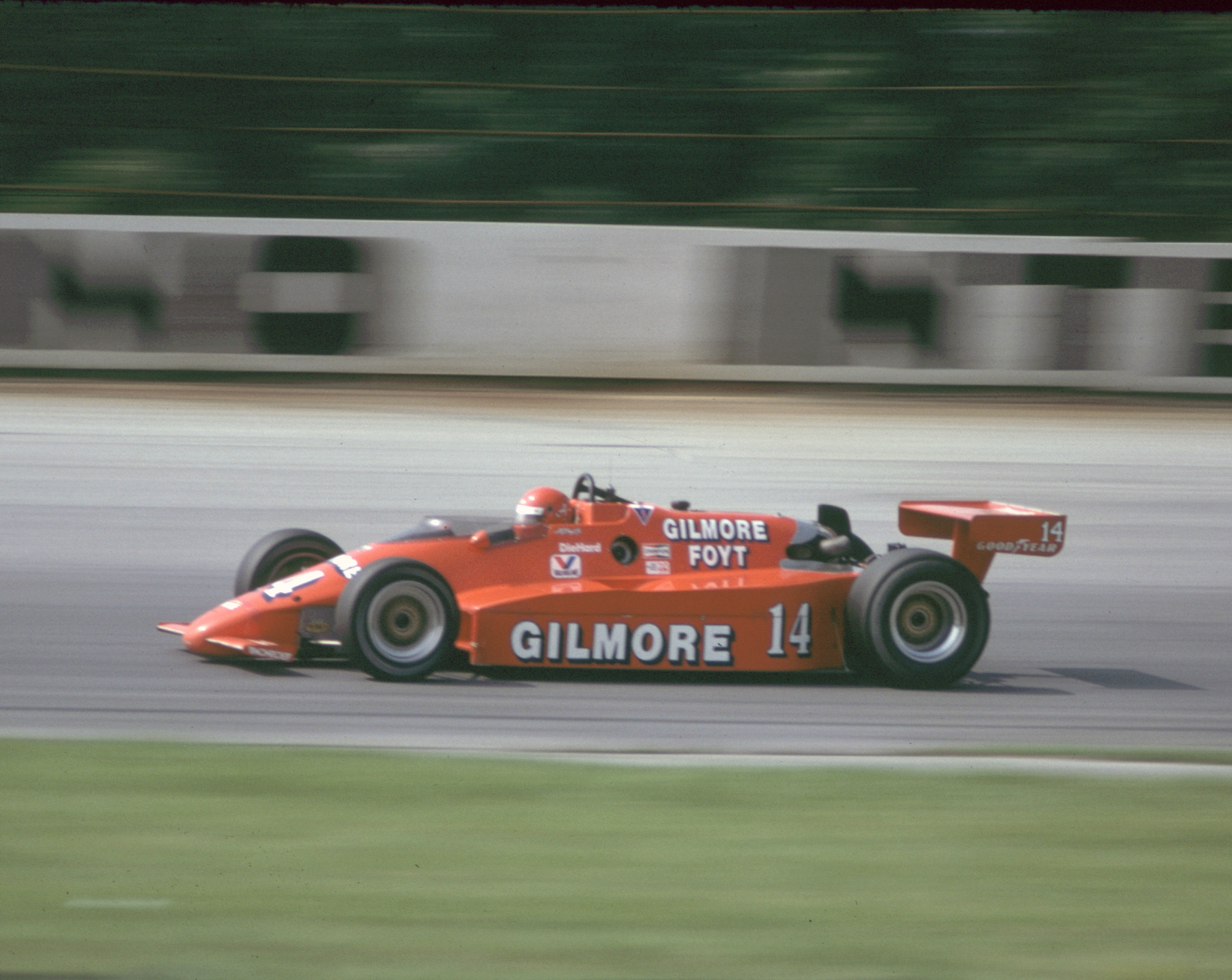
Foyt en Pocono 1984.

En 1980 y 1981, además de disputar las 500 Millas de Indianápolis, compitió en las 500 Millas de Pocono, donde logró su última victoria como piloto de monoplazas en 1981.
Excepto en 1985, Foyt compitió en las 500 Millas de Indianápolis hasta 1992. Una vez que desapareció el Campeonato Nacional del USAC, Foyt también compitió en otras pruebas de la CART. Las temporadas 1988, 1989 y 1990 las disputó casi por completo, años en que terminó 16º, 18º y 11º y en los cuales terminó cuarto en Phoenix 1988 y quinto en Milwaukee 1988, Indianápolis 1989 y Meadowlands 1990.

### Retiro
En mayo de 1993 dio unas vueltas de despedida en Indianápolis y se retiró de los monoplazas a la edad de 58 años.

## Resultados

### Fórmula 1
(Clave) (negrita indica pole position) (cursiva indica vuelta rápida)

| Año     | Escudería       | 1   | 2      | 3      | 4      | 5   | 6   | 7   | 8   | 9   | 10  | 11  | Pos. | Puntos |
| ------- | --------------- | --- | ------ | ------ | ------ | --- | --- | --- | --- | --- | --- | --- | ---- | ------ |
| 1958    | Dean Van Lines  | ARG | MON    | NED    | 500 16 | BEL | FRA | GBR | GER | POR | ITA | MOR | NC   | 0      |
| 1959    | Dean Van Lines  | MON | 500 10 | NED    | FRA    | GBR | GER | POR | ITA | USA |     |     | NC   | 0      |
| 1960    | Bowes Seal Fast | ARG | MON    | 500 25 | NED    | BEL | FRA | GBR | POR | ITA | USA |     | NC   | 0      |
| Fuente: |                 |     |        |        |        |     |     |     |     |     |     |     |      |        |